# Криворожский район (Ростовская область)
Криворожский район Ростовской области — административно-территориальная единица в составе Ростовской области РСФСР, существовавшая в 1924—1928 и 1933—1959 годах. Административный центр — слобода Криворожье.

## История
Криворожский район был образован в 1924 году. В состав района вошла территория бывшей Криворожской, части В-Степановской и части Голодаево-Сариновской волостей. По переписи 1926 года в районе значилось 12 сельсоветов: Белогорский, Большинский, Голодаевский, Ефремово-Степановский, Криворожский, Никольско-Покровский, Н-Калиновский, Н-Ольховский, Ольхово-Рогский, Рыновский, Сариново-Большинский, Фоминский. В 1928 году Криворожский район был упразднен.
С 20 ноября 1933 года по 5 июля 1934 года Криворожский район входил в Северную область в составе Северо-Кавказского края.
В 1934—1937 годах район входил в Северо-Донской округ в составе Азово-Черноморского края.
13 сентября 1937 года Криворожский район (с центром в слободе Криворожье) вошёл в состав Ростовской области.
Указом Президиума Верховного Совета СССР от 6 января 1954 года из Ростовской области была выделена Каменская область (с центром в г. Каменск-Шахтинский). Территория Криворожского района вошла в состав Каменской области.
2 ноября 1956 года к Криворожскому району была присоединена территория упразднённого Колушкинского района.
В соответствии с Указом Президиума Верховного Совета РСФСР от 19 ноября 1957 года Каменская область упраздняется. Криворожский район обратно входит в состав Ростовской области.
В мае 1959 года вместо Криворожского района образован Миллеровский район.